# ماريو سوابي
ماريو سوابي (بالإنجليزية: Mario Swaby)‏ هو لاعب كرة قدم جامايكي في مركز الوسط، ولد في 6 نوفمبر 1982 في كينغستون في جامايكا. شارك مع منتخب جامايكا لكرة القدم. أما مع النوادي، فقد لعب مع نادي بورتمور يونايتد.

## وصلات خارجية
- ماريو سوابي على موقع قاعدة بيانات كرة القدم.إي يو (الإنجليزية)
- ماريو سوابي على موقع ناشيونال فوتبول تيمز (الإنجليزية)